# Pęcherzyk (grzyby)

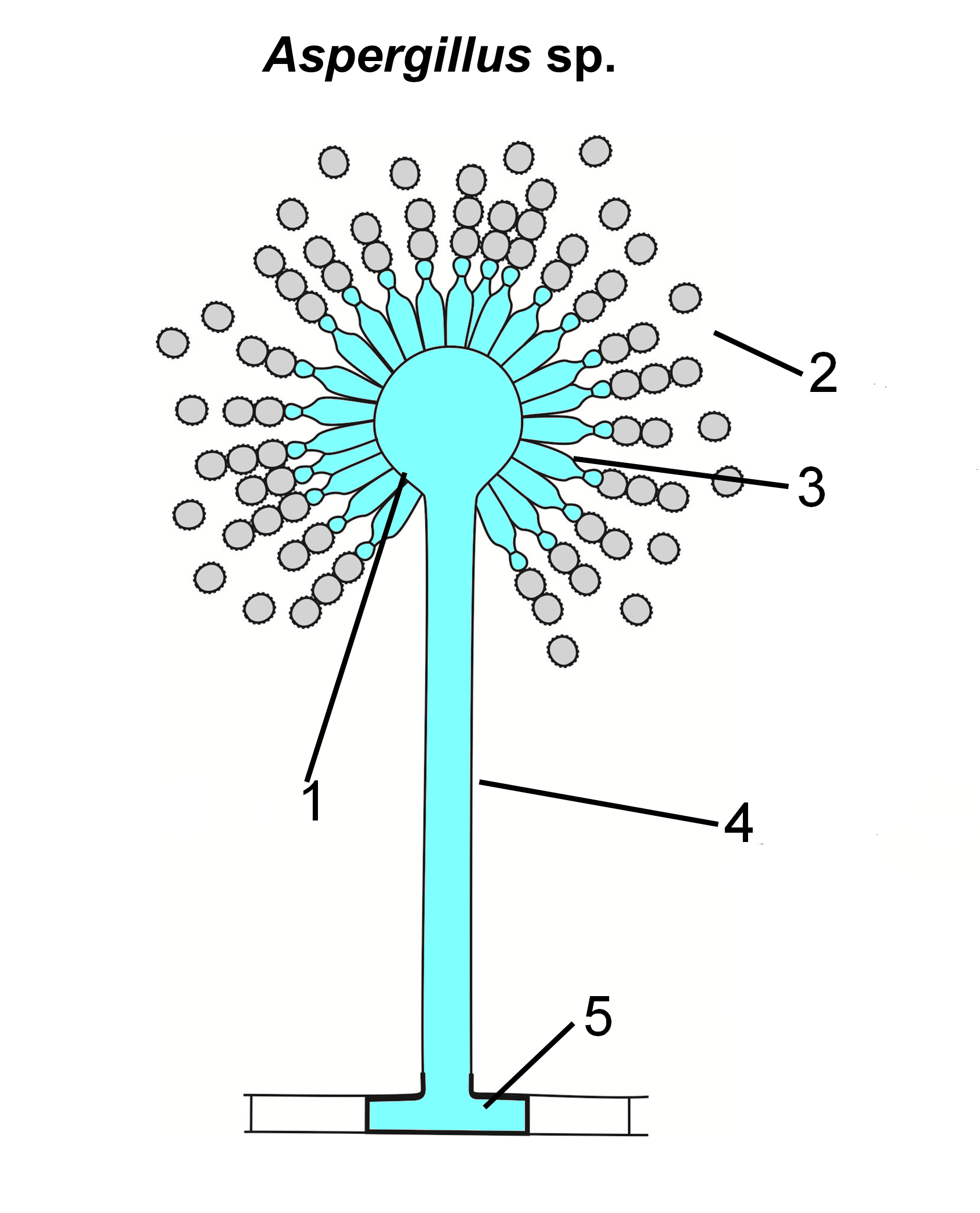
Budowa kropidlaków: 1 – pęcherzyk, 2 – konidia, 3 – fialidy, 4 – konidiofor, 5 – strzępka

Pęcherzyk (łac. vesicule) – kuliste, owalne, jajowate, buławkowate lub elipsoidalne zakończenie konidioforu lub sporangioforu u grzybów. Wyrastają z niego fialidy, na których tworzą się konidia lub sporangiospory. Taka budowa konidioforów występuje m.in. w rodzaju Aspergillus. U Syncephalis depressa z pęcherzyka wyrastają liczne i długie merosporangialne wyrostki, które następnie ulegają fragmentacji na 3–6 konidiów.
Pęcherzyk wraz z wyrastającymi z niego konidiami lub merosporangiami nosi nazwę główki. Rozmiar pęcherzyka i jego morfologia mają znaczenie przy identyfikacji niektórych gatunków.

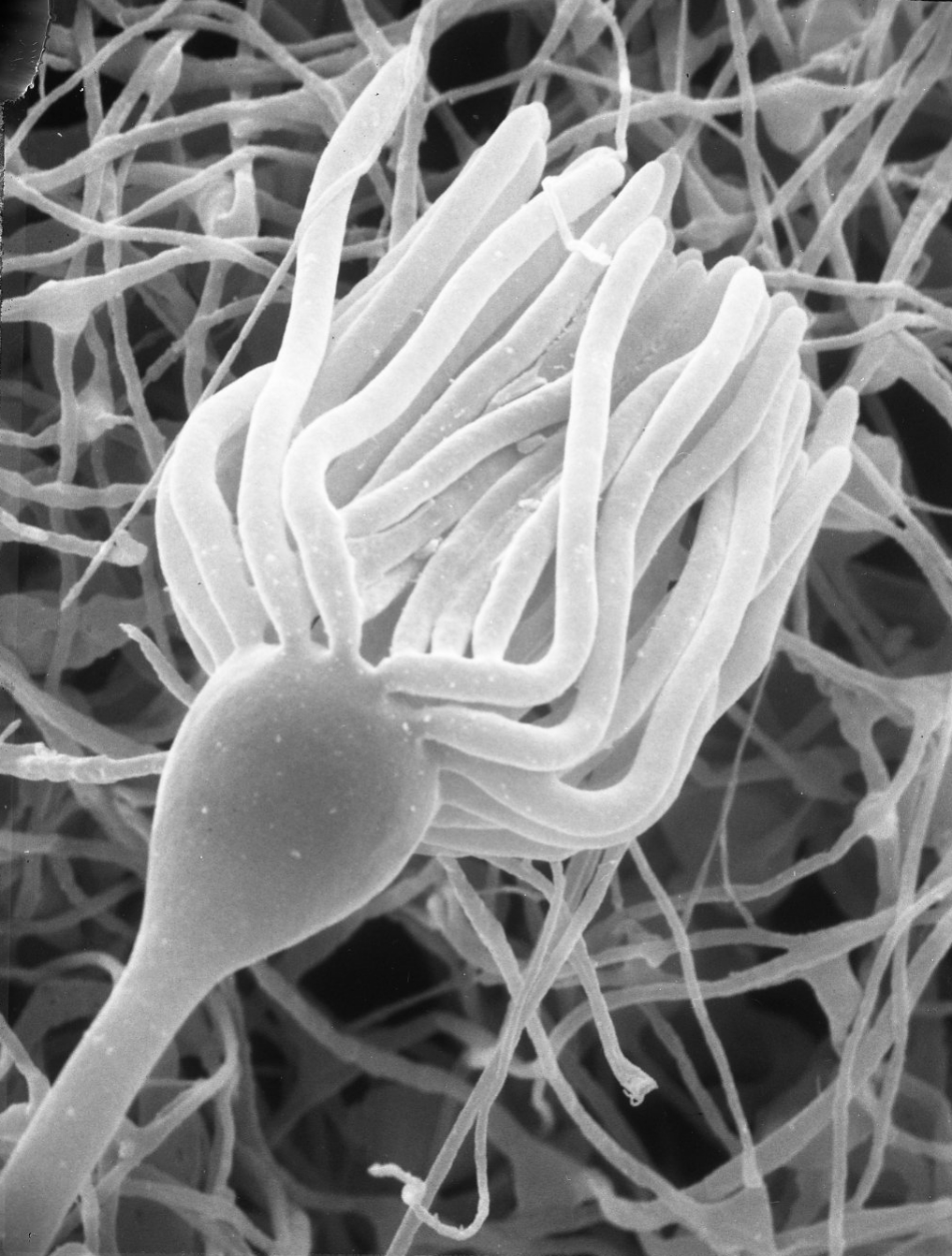
Pęcherzyk Syncephalis depressa z merosporangialnymi wyrostkami

Pęcherzyk nazywany jest również kolumellą. Jego rola polega na wymianie składników odżywczych pomiędzy aktywną protoplazmą w sporangioforze, a rozwijającymi się zarodnikami w górnej części główki zarodni. Im większa główka, tym większa liczba wytwarzanych zarodników i tym większy musi być pęcherzyk, aby umożliwił przejście wystarczającej ilości składników odżywczych.